# Simognathus obtusus
Simognathus obtusus är en kvalsterart som beskrevs av Newell 1971. Simognathus obtusus ingår i släktet Simognathus och familjen Halacaridae. Inga underarter finns listade i Catalogue of Life.